# AirBridgeCargo Airlines
AirBridgeCargo Airlines (in russo «Авиакомпания «ЭйрБриджКарго») è una compagnia aerea specializzata nel trasporto merci con sede a Mosca, in Russia. È sussidiaria di Volga-Dnepr ed opera servizi cargo dai due aeroporti di Mosca, Šeremet'evo e Domodedovo, verso destinazioni in Europa, Asia e America del Nord.

## Storia

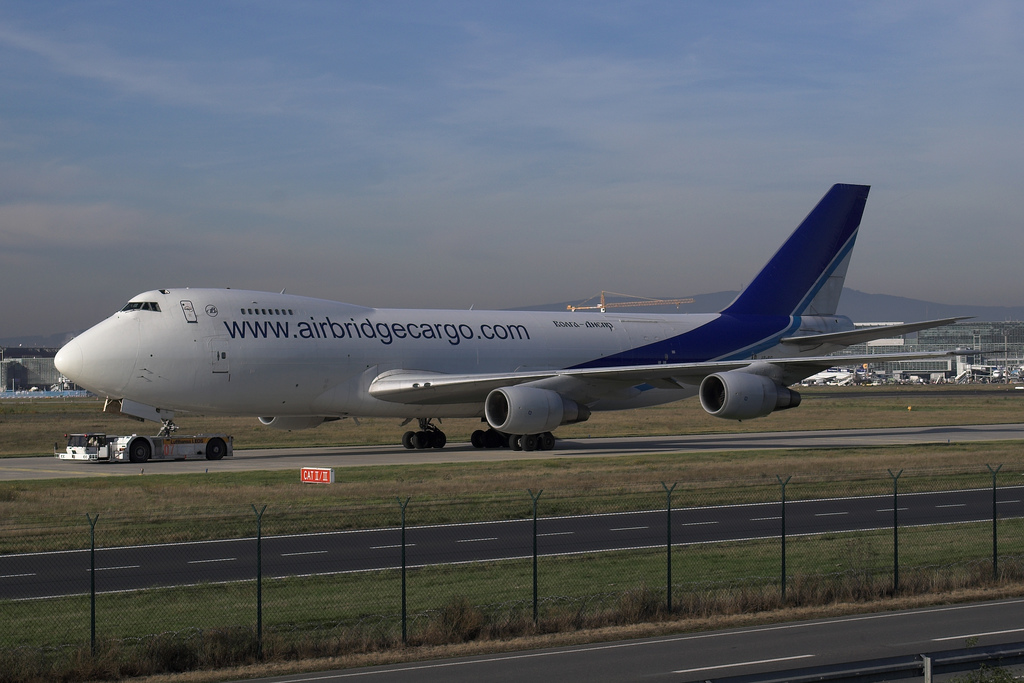
Un Boeing 747-200F in livrea speciale.

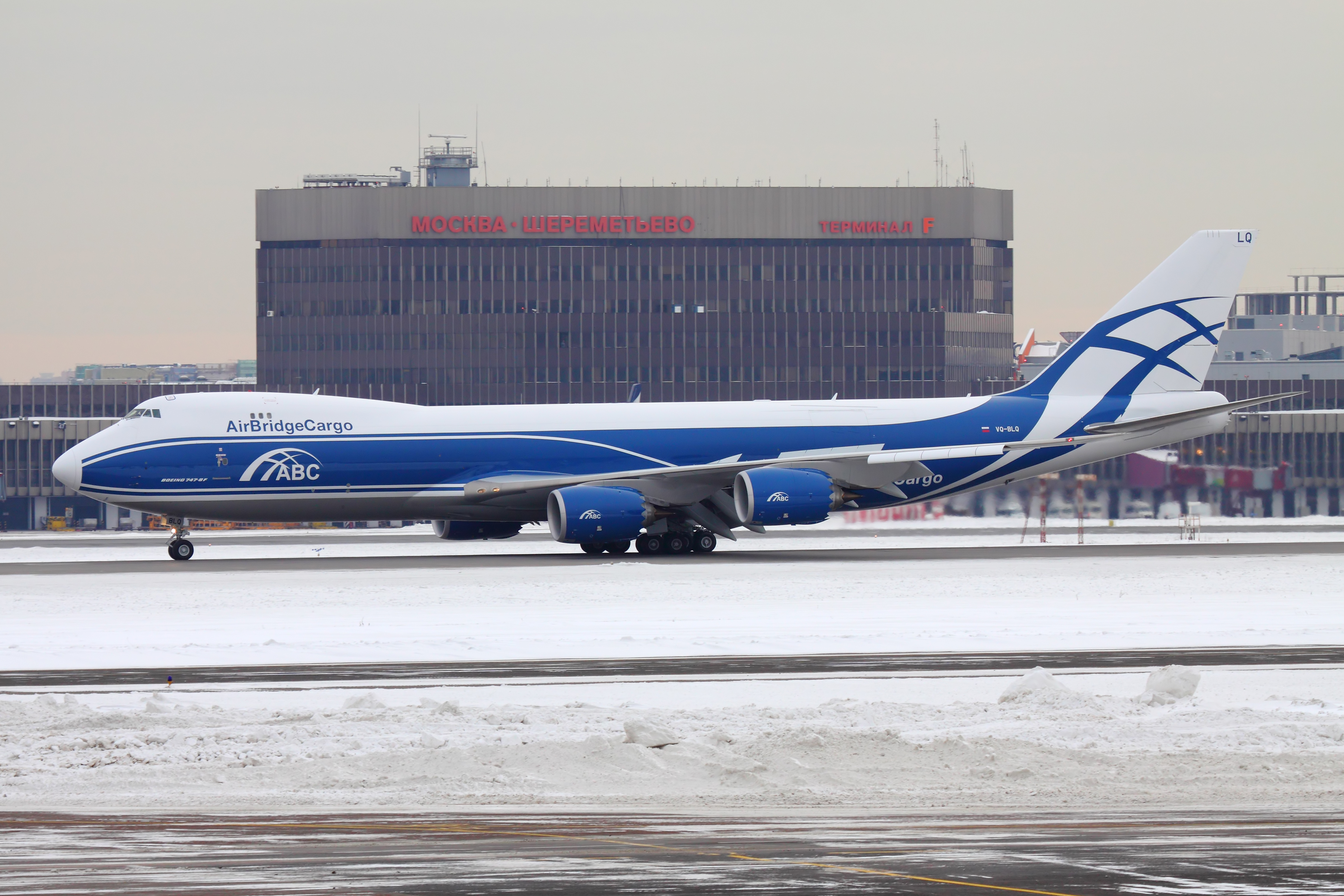
Il Primo Boeing 747-8F consegnato ad AirBridgeCargo fotografato all'aeroporto di Mosca-Šeremet'evo.

La compagnia aerea è stata fondata nel 2003 e ha cominciato le operazioni il 1º aprile 2004 quando ha acquistato un Boeing 747-200F da Alitalia utilizzandolo per i trasporti tra gli aeroporti europei di Francoforte e Lussemburgo e quelli asiatici di Pechino, Shanghai e Novosibirsk. Il secondo Boeing 747-200F, sempre acquistato da Alitalia, ha preso servizio nel mese di ottobre 2004. Nel 2005, dopo aver acquistato il terzo aereo, un Boeing 747-300F, ha aperto la rotta tra Amsterdam e Pechino.
Nel 2006 Airbridge Cargo ha ricevuto il Certificato di operatore aereo (COA).
Nel marzo 2007 Volga-Dnepr e Boeing hanno firmato un accordo per l'acquisto di cinque Boeing 747-8F, il primo dei quali è stato consegnato a gennaio 2012. Nel settembre 2007 sono state aperte nuove rotte tra Mosca e gli aeroporti di Tokyo-Narita e di Krasnojarsk. Alla flotta sono stati aggiunti tre Boeing 747-400ERF, il primo consegnato nel novembre 2007, il secondo nel febbraio 2008 ed il terzo nell'aprile dello stesso anno.
Nell'estate del 2009 sono state aperte due nuove rotte europee aventi come destinazione l'aeroporto di Milano-Malpensa e l'aeroporto di Maastricht e nel novembre successivo è stato acquistato il quarto Boeing 747-400ERF.
Nella primavera del 2010 sono stati inseriti in flotta altri due Boeing 747-400ERF; contemporaneamente è stata aperta la rotta Francoforte-Mosca-Seul. Nel settembre dello stesso anno è stato consegnato il settimo 747-400ERF della compagnia, impiegato sulla rotta Parigi-Mosca, mentre solo tre mesi dopo ne è stato consegnato l'ottavo.
Nell'aprile 2011 è stato aperto il primo servizio cargo regolare tra Russia e Stati Uniti con un servizio trisettimanale tra Mosca e Chicago.
Nel contesto della crisi ucraina del 2022, a causa delle sanzioni contro la Russia la compagnia aerea ha dovuto sospendere i voli con i suoi Boeing.
A luglio 2022, la compagnia aerea ha annunciato che avrebbe rispettato le sanzioni e si sarebbe preparata a restituire 14 aeromobili in leasing, che costituivano la maggior parte della sua flotta, ai suoi locatori.
Nel marzo 2023, si è saputo che la compagnia aveva pianificato di riprendere i voli utilizzando aerei Ilyushin Il-96. La Volga-Dnepr aveva iniziato a cercare piloti con una formazione adeguata. Tuttavia, alla fine del 2023 questi piani sono stati abbandonati, con due Il-96 precedentemente immagazzinati e già preparati per AirBridgeCargo consegnati invece alla Sky Gates Airlines.

## Flotta

### Flotta attuale
A partire da marzo 2024, AirBridgeCargo non gestisce più alcun aeromobile dopo aver restituito la propria flotta ai propri locatori.

### Flotta storica
AirBridgeCargo Airlines operava in precedenza con i seguenti aeromobili: